# 方塊 (紋章學)

盾徽左上部分即是方塊

在紋章學中，方塊（canton）是盾牌的要素之一。方塊一般是在既有的紋章中追加使用，佔有盾牌左上角四分之一的面積。

## 方块徽章示例

### 地方徽章

圣勒拉福雷市徽
埃德尔河畔特朗市徽
特雷隆市徽
拜沃市徽
拉尔莫巴当市徽
乌斯特河畔圣樊尚市徽
圣让代罗市徽
卡雷纳克市徽
巴尔瓦达斯市徽
瓦列尔格市徽
沙佩勒斯皮纳斯市徽
梅里库尔市徽
阿舍维尔市徽
特雷戈默尔市徽
耶夫尔河畔默安市徽
利尼奥勒市徽
布艾市徽
盖尔市徽
圣伊莱尔代斯蒂萨克市徽
布雷德福特市徽
丰特努瓦堡市徽
帕拉梅市徽
梅尔巴赫市徽
布莱朗库尔市徽
康布兰市徽
勒维莱市徽

### 個人與家族徽章

伊凡·阿森二世纹章
突尼西亞的亞歷山大子爵（英语：Viscount Alexander of Tunis）纹章
让-弗雷德里克·菲利波，莫尔帕伯爵纹章